# Country Roads & Other Places
Albums de Gary Burton
Gary Burton Quartet in Concert
(1968) Throb
(1969)
Country Roads & Other Places est un album de jazz du vibraphoniste américain Gary Burton enregistré en 1969 et commercialisé en 1969.

## Liste des titres
| No  | Titre                           | Musique        | Durée |
| --- | ------------------------------- | -------------- | ----- |
| 1.  | Country Roads                   | Gary Burton    | 5:06  |
| 2.  | The Green Montains              | Steve Swallow  | 3:41  |
| 3.  | True or False                   | Steve Swallow  | 1:45  |
| 4.  | Gone, But Forgotten             | Gary Burton    | 3:45  |
| 5.  | Ravel Prelude (Solo Vibraphone) | Maurice Ravel  | 3:14  |
| 6.  | And on the Third Day            | Michael Gibbs  | 4:06  |
| 7.  | A singing song                  | Gary Burton    | 2:46  |
| 8.  | Wechita BreakDown               | Gary Burton    | 2:43  |
| 9.  | My Foolish Heart                | Ned Washington | 2:30  |
| 10. | A Family joy                    | Michael Gibbs  | 4:45  |

## Artistes
- Gary Burton : Vibraphone
- Jerry Hahn : Guitare
- Steve Swallow : Basse
- Roy Haynes : Batterie